# Evódio de Antioquia
Santo Evódio foi um bispo de Antioquia e um dos primeiros santos identificáveis da Igreja Católica. Segundo Eusébio de Cesareia, ele foi o primeiro bispo da cidade escolhido por Pedro. Ele reinou de 53 ou 67 até 68.

## Vida e obras
Muito pouco se sabe sobre a vida de Evódio. Ele era um pagão que foi convertido para o cristianismo pelas mãos de Pedro. Nos Atos dos Apóstolos, uma das primeiras comunidades a receber os missionários cristãos foram as judias e pagãs de Antioquia, que era então um centro cosmopolita e opulento e com forte influência do helenismo. A tradição cristã sustenta que Pedro teria sido o primeiro bispo da cidade e liderou a consolidação da igreja ali, deixando Evódio como seu sucessor quando partiu para Roma.
Evódio foi sucedido por Inácio de Antioquia e é provável que tenha morrido de causas naturais, ainda na função. Ele é um dos Setenta Discípulos.